# Alai Payuthey
Alai Payuthey (Wahające się serca) – uznany przez krytyków kollywoodzki dramat miłosny z 2000 roku zrealizowany przez sławnego reżysera tamilskiego Maniego Ratnama. W rolach głównych wystąpili R. Madhavan i Shalini. Muzykę do filmu skomponował A.R. Rahman. Premiera odbyła się na Międzynarodowym Festiwalu Filmowym w Berlinie. Film opowiada historię dwojga studentów, którzy zakochują się w sobie, mijając się w podmiejskich pociągach Madrasu. Po ślubie wbrew woli rodziców ich małżeństwo dojrzewa przechodząc zagrażające ich miłości próby. 
W remake'u Alaipayuthey w hindi (Saathiya 2002, reż. Shaad Ali) zagrali Vivek Oberoi i Rani Mukerji.
Pokazywany też pod tytułami "Wave" i Alaipayuthey.

## Obsada
- Madhavan - Karthik
- Shalini jako Shakti (gra od dziecka w kinie południowych Indii, debiutowała w filmie Anjali)
- Arvind Swamy - oficer IAS, mąż Khushu (czwarta rola w filmach Mani Ratnama po Thalapathi, Roja i Bombay
- Kushboo -  żona Arvinda Swamy
- K.P.A.C. Lalitha - matka Karthika
- Vivek jako kuzyn Shakti

## Ciekawostki
- Debiutujący tu w tamilskim kinie Madhavan mówi  w jednym z wywiadów, że grany przez niego bohater przypomina jego samego, podobnie jak Shalini, która grając w tym filmie związana była z aktorem Ajitem, którego wkrótce potem poślubiła[1].

## Muzyka i piosenki
Autorem muzyki jest sławny tamilski kompozytor filmowy A.R. Rahman, który skomponował też muzykę do takich filmów jak:  Roja, Rangeela, Kisna, Swades, Yuva, Water, Rebeliant, Rang De Basanti, Guru, Dil Se, Nayak: The Real Hero, Saathiya, Lagaan, Taal, Zubeidaa, Earth, Tehzeeb, The Legend of Bhagat Singh, Thakshak,  Bombay, Kannathil Muthamittal, Boys czy Dil Ne Jise Apna Kahaa. Skomponował on wszystkie piosenki z wyjątkiem tytułowej „Alai Payuthey”, której autorem jest XVIII- wieczny muzyk z Karnataki Oothukkadu Venkatasubramanya Iyer.
| Song                  | Artist(s)                                                       | Duration |
| --------------------- | --------------------------------------------------------------- | -------- |
| Endendrum Punnagai    | Clinton, Pravin, Srinivas, Shankar Mahadevan                    | 4:00     |
| Pachchai Nirame       | Hariharan, Clinton                                              | 5:58     |
| Kadhal Sadugudu       | S.P.Charan, Naveen                                              | 4:35     |
| Evano Oruvan          | Swarnalatha                                                     | 5:56     |
| Alaipayuthey          | Kalyani Menon, Harini, Neyveli Ramalakshmi Krishna, Swarnalatha | 3:34     |
| Snehithane Snehithane | Sadhana Sargam, Srinivas                                        | 6:05     |
| Maangalyam            | Clinton, Srinivas                                               | 1:41     |
| Yaro Yarodi           | Mahalaxmi Iyer, Vaishali, Richa Sharma                          | 5:46     |
| September Madham      | Asha Bhosle, Shankar Mahadevan                                  | 5:08     |